# Abacetus dejeani
Abacetus dejeani es una especie de escarabajo terrestre de la subfamilia Pterostichinae.  Fue descrito por Nietner en 1858. 